# دراما تاريخية

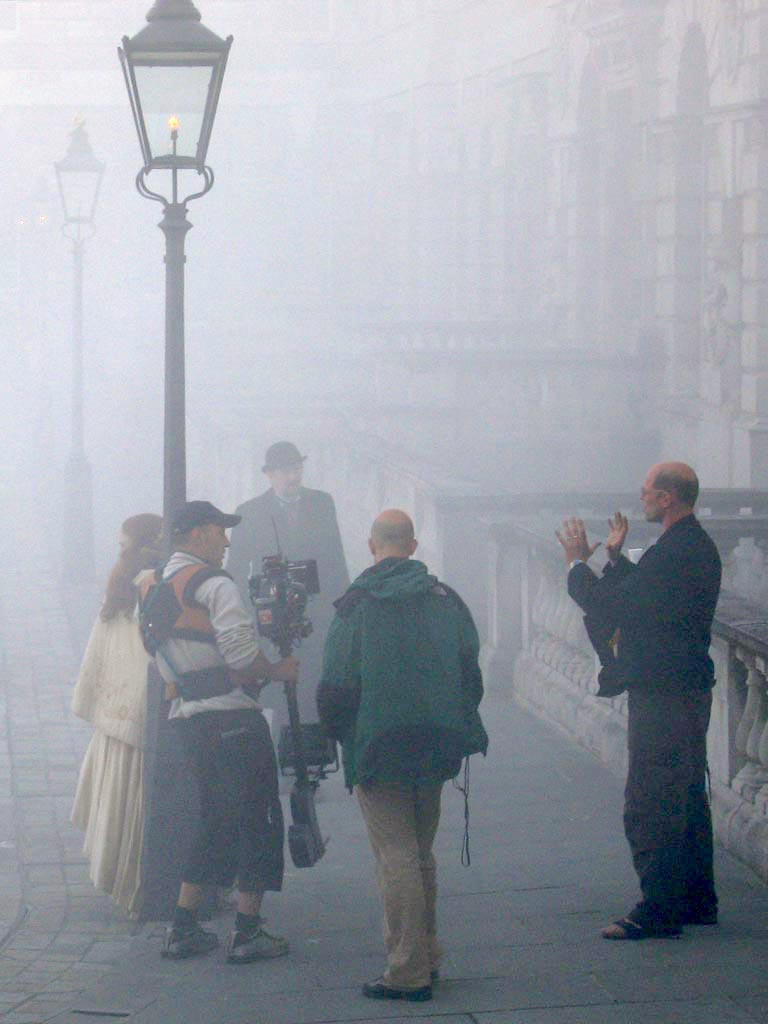
تصوير ضوئي لمشهد من القرن التاسع عشر في شوارع لندن،

الدراما التاريخية هو نوع فرعي من دراما له تاريخ طويل تقوم فيه الموضوعات أو القضايا على الأحداث التي حدثت في التاريخ.
تعكس بعضًا من الأحداث في الماضي الإسباني وتعيد خلق الأساطير المختصة بالأمة. وتأتي الأحداث الدرامية المتعاقبة عادة نتيجة الصراعات بين الملكية والنبلاء والشعب. وحسبما أشار الكاتب والمؤرخ الإسباني فرانثيسكو رويث رامون في كتابه ملاحظات عن الدراما التاريخية الدراما الإسبانية من القرن العشرين
| دراما تاريخية | كل قصة تاريخية تقوم بالأساس على الفصل بين زمنين، زمن القص وزمن القصة ذاتها. وعلى الرغم من ذلك، فإن ذلك الفرق يكان يتلاشى بغية العلاقات الجدلية التي يفرضها الكاتب المسرحي عند بناءه للنص الدرامي من جهة، ومن جهة أخرى، كونه من يدير أداء المشاهد القائم على إنشاء علاقة بين الماضي والحاضر، وهو ما يسمى بالزمن التاريخي والزمن الحالي، حيث زمن الكاتب المسرحي وزمن المشاهد؛ بعبارة أخرى، زمن البناء المسرحي وزمن تقديم العرض وزمن استقباله. | دراما تاريخية |

## دراما تاريخية في المسرح
وهو واحد من الأنواع الرئيسية الثلاثة في المسرح الغربي إلى جانب المأساة والملهاة، وبدأ وليم شكسبير وبيدرو كالديرون دي لا بارسا ومؤلفون آخرون في تطويرها في القرنين السادس عشر والسابع عشر والنوع لا يزال حيا حتى الوقت الحاضر. تظهر مسرحيات التاريخ أيضًا في مكان آخر في الأدب البريطاني والغربي، مثل توماس هيوود إدوارد الرابع، أو شيلر ماري ستيوارت، أو النوع الهولندي جيجسبريخت فان آيمستيل.